# 德文郡公爵
德文郡公爵（Dukes of Devonshire），又译德文希爾公爵，是英格蘭貴族卡文迪許家族所持有的爵位。1605年，威廉·卡文迪许被封為哈德威克的卡文迪許男爵（Baron Cavendish of Hardwicke），1618年他又被封為德文郡伯爵（Earl of Devonshire）。他的曾孫在1694年又被封為德文郡公爵。
这个头衔来自盎格魯-撒克遜時期的德文郡郡長（Ealdorman of Devon）。

## 德文郡伯爵
- 第一代德文郡伯爵威廉·卡文迪什（1552年－1626年）
- 第二代德文郡伯爵威廉·卡文迪什（1591年－1628年）
- 第三代德文郡伯爵威廉·卡文迪什（1617年－1684年）
- 第四代德文郡伯爵威廉·卡文迪什（1640年－1707年，1694年成為第一代德文郡公爵）

## 頭銜持有人
- 第一代德文郡公爵威廉·卡文迪許（1640年－1707年）
- 第二代德文郡公爵威廉·卡文迪許（英语：William Cavendish, 2nd Duke of Devonshire）（1673年－1729年）
- 第三代德文郡公爵威廉·卡文迪許（1698年－1755年）
- 第四代德文郡公爵威廉·卡文迪許（1720年－1764年，1756年至1757年曾任英國首相）
- 第五代德文郡公爵威廉·卡文迪許（1748年－1811年）
- 第六代德文郡公爵威廉·卡文迪許（1790年－1858年）
- 第七代德文郡公爵威廉·卡文迪許（英语：William Cavendish, 7th Duke of Devonshire）（1808年－1891年）
- 第八代德文郡公爵史賓賽·卡文迪許（1833年－1908年）
- 第九代德文郡公爵維克多·卡文迪許（1868年－1938年，1916年至1921年曾任加拿大總督）
- 第十代德文郡公爵愛德華·卡文迪許（英语：Edward Cavendish, 10th Duke of Devonshire）（1895年－1950年）
- 第十一代德文郡公爵安德魯·卡文迪許（英语：Andrew Cavendish, 11th Duke of Devonshire）（1920年－2004年）
- 第十二代德文郡公爵佩雷格林·卡文迪許（英语：Peregrine Cavendish, 12th Duke of Devonshire）（1944年－，現任）

下一代繼承人是威廉·卡文迪許，1969年出生，現為摄影师。